# James Workman
James Theodore "Jim" Workman (født 30. april 1908 i Woodward, Oklahoma, død 15. oktober 1983 i Orange County, Californien) var en amerikansk roer og olympisk guldvinder.

## Rokarriere
Workman roede otter for sit universitet, University of California og var med til at vinde det amerikanske collegemesterskab i 1928. Samme båd repræsenterede USA ved OL 1928 i Amsterdam. Resten af besætningen bestod af Jack Brinck, Frank Frederick, Bill Thompson, Bill Dally, Marvin Stalder, Hubert Caldwell, Peter Donlon og styrmand Don Blessing. Der deltog i alt 11 både i konkurrencen, hvor amerikanerne kom i finalen ved at vinde alle deres heats. I finalen mødte de den britiske båd, der havde en nem semifinale uden konkurrenter, og de lagde også bedst fra land, men amerikanerne tog sig sammen og vandt deres tredje OL-guld i træk, mens Storbritannien fik sølv og Canada som tabende semifinalist bronze.

## Videre karriere
Workman gik senere ind i flyvevåbnet, hvorfra han blev pensioneret med rang af oberstløjtnant.

## OL-medaljer
- 1928:  Guld i otter